# Circonscription Woreda 8
La circonscription Woreda 8 est une des 23 circonscriptions législatives de la ville-région d'Addis-Abeba. Son représentant actuel est Alemu Djote Tulu.